# Five by Five
Five by Five je druhé EP kapely The Rolling Stones vydané v roce 1964, krátce po vydání jejich prvního řadového alba, The Rolling Stones. Protože Mick Jagger a Keith Richards stále zdokonalovali svůj skladatelský talent, byl jako autor písní „Empty Heart“ and „2120 South Michigan Avenue“ uveden Nanker Phelge, což byl pseudonym uváděný u písní napsaných celou kapelou. Zbytek EP tvoří coververze známých R&B umělců.
Five by Five se na britském žebříčku umístilo na 7. místě a nahrávky z něj byly použity na albu 12 X 5 vydaném později ve Spojených státech.

## Seznam skladeb
1. "If You Need Me" (Robert Bateman/Wilson Pickett) - 2:03
2. "Empty Heart" (Nanker Phelge) - 2:37
3. "2120 South Michigan Avenue" (Nanker Phelge) - 2:07
4. "Confessin' The Blues" (Jay McShann/Walter Brown) - 2:48
5. "Around And Around" (Chuck Berry) - 3:05